# The Legend of Zelda: Twilight Princess
The Legend of Zelda: Twilight Princess (ゼルダの伝説 トワイライトプリンセス, Zeruda no Densetsu Towairaito Purinsesu, lit. «La Llegenda de Zelda: La Princesa del Crepuscle») és un videojoc d'acció-aventura de 2006 desenvolupat per la filial EAD i distribuït per Nintendo per a les videoconsoles GameCube i Wii, i el tretzè llançament de la franquícia The Legend of Zelda.
La seva estrena original estava previst per a novembre del 2005, obstant això la seva producció va ser prolongada per Nintendo amb la finalitat de donar-li a l'equip de EAD un major termini de temps per perfeccionar els gràfics i afegir més elements narratius a la trama. L'adaptació per a Wii es va llançar a Amèrica del Nord de forma simultània a la comercialització d'aquesta consola, el 19 de novembre de 2006. Un parell de setmanes després, va arribar al Japó, Europa i Austràlia, ocasionant que Twilight Princess es convertís en el primer joc de Zelda a ser comercialitzat al mateix temps que es llançava al mercat la nova consola. D'altra banda, la versió per a GameCube va arribar el desembre de 2006, sent l'últim títol de la companyia per aquest sistema.
En les etapes inicials de la seva producció, es referia a Twilight Princess com The Wind Waker 2 en al·lusió a una probable continuació de The Wind Waker de 2003; temps després, Nintendo va rebutjar aquest rumor. L'anunci de la denominació oficial va esdevenir en una conferència durant la convenció E3 de 2005.
La història descriu una vegada més les aventures de Link, un jove camperol que ha d'evitar que el regne d'Hyrule sigui enfosquit per una dimensió paral·lela i corrupta coneguda com el Twilight Realm («Regne Crepuscular»). Per aconseguir-ho, ha d'adoptar la forma d'un llop, guiat en la major part de la seva travessia per una misteriosa criatura anomenada Midna. Cronològicament, aquests successos ocorren centenars d'anys després dels esdeveniments presentats en Ocarina of Time i Majora's Mask.
Twilight Princess és el primer joc de la saga The Legend of Zelda en obtenir una qualificació T de ESRB, per violència fantàstica i sang explicita com els principals motius per donar-li aquesta signatura. Després de la seva estrena, va rebre aclamacions per diverses publicacions distingides, considerant-lo com «el millor joc de Zelda de tots els temps», igual que nombrosos premis i alguns guardons com a «millor joc de l'any».

## Trama

### Introducció del joc
Situant-nos en les belles i místiques terres d'Hyrule que envolten la tranquil·la Ordon Village on el jove pagès de 17 anys, el protagonista Link, apareix en escena. Les seves primeres experiències el situen treballant pastor d'un ramat de cabres, ajudant a la granja del poble. Però un dia, un desafortunat incident s'inicia en el viatge del jove protagonista portant-lo a conèixer el Twilight Realm, un fosc món paral·lel que serveix a un malvat i despietat tirà per sembrar el caos i la destrucció al Light World («Món de la Llum»), el Regne d'Hyrule o el món conegut, on antany els seus habitants vivien en pau i harmonia.
La confrontació entre Hyrule i el Twilight atorga una trama a la historia força interessant i s'hauran de resoldre els misteris que aquesta ens proposa per torns en aquest món. Donant a escena personatges misteriosos i foscos, la historia guanya profunditat i a més s'introdueixen dos elements clau: la transformació d'en Link en llop, i el personatge fonamental de la història del joc, Midna. En un moment donat de l'aventura, Link es transformarà en llop i Midna l'ajudarà en el seu transcurs en el Twilight Realm. Mentre es van resolent les desgràcies ocasionades pels súbdits del malvat conspirador d'aquest complot diabòlic, se sabrà qui és veritablement Midna.

### Argument
El nou i fosc episodi de la franquícia ens situa 100 anys després dels fets The Legend of Zelda: Ocarina of Time, on la vida del jove Link pateix un dramàtic canvi. Educat per ser un bon pagès i tenir cura dels animals, la seva aventura comença quan l'alcalde d'Ordon li encarrega que assisteixi al Consell d'Hyrule per entregar un obsequi a la Família Reial. En iniciar el seu camí cercant aventures, el jove Link és completament aliè al fosc destí que caurà sobre el Regne d'Hyrule.
En el dia en què aquest ha de marxar, la seva vila és atacada insadollablement per uns genets endimoniats procedents del Farone Woods, més enllà de les fronteres d'Ordon. Aquests genets segresten els nens del poble i Link en veure's compromès amb ells, decideix perseguir els raptors. Tanmateix, quan entra al bosc nota que l'ambient d'aquest ha canviat totalment i sobtadament cau desmaiat després de transformar-se en un llop. Quan desperta en unes masmorres totalment desconegudes, apareix la misteriosa de nom Midna, una estranya jove sarcàstica i trapella. Aquesta misteriosa ésser promet ajudar-lo si decideix seguir-la i obeir-la.
Després d'escalar l'àtic d'un gran castell misteriós i ombrí, la misteriosa Midna presenta Link a la Princesa Zelda, legítima regent actual del Regne d'Hyrule. Aquesta li explica com les terres d'Hyrule s'han fusionat amb el Twilight Realm, una fosca dimensió paral·lela, per obra del malvat Zant, el Twilight King. Llavora'ns li demana ajuda a en Link i Midna per a restaurar l'antiga terra de les Deesses actualment poblada per éssers demoníacs i grotescos dels quals han submergit Hyrule en la foscor del Twilight Realm. Així, units per coincidència i pel destí, el jove Link transformat en llop i la manaire Midna, viatjen al Twilight Realm per restaurar-lo i tornar la seva essència als Light Spirits («Esperits de la Llum») caiguts, els protectors del mal d'Hyrule, i derrocar a l'enigmàtic Zant. Tanmateix, per derrotar el despietat tirà i tenir èxit en la seva missió, van recuperar els fragments d'un antic i malvat artefacte malèfic de les antiguitats, la Fused Shadow, custodiats per éssers malignes. Així restauren la llum a Hyrule i recuperen els fragments del Forest Temple, Goron Mines, i Lakeved Temple. Primer netejen la Faron Province («Província de Faron») de la maldat del Twilight Realm i aconseguint-lo, el seu objectiu fou la cerca del primer fragment de la Fused Shadow, trobada prop de la casa d'en Link en el Forest Temple («Temple del Bosc»). Allí Link i Midna derrotaven el mal que el tenebrós fragment de la maligna màgia havia creat (Diababa). Així derrotat el monstre, Link i la seva acompanyant s'encaminaren al següent zona controlada pel Twilight, la Eldin Province controlada ara per Zant.
Van purgar tota la zona del Twilight i es van disposar a encaminarse al seu pròxim objectiu, el fragment que es trobava en la Death Mountain. Però Link abans de poder partir fins a la muntanya, es troba als nens del seu poble segrestats pels monstres que atacaren el seu poble en Kakariko Village. Però fou llavors quan el menyspreable King Bulblin, un dels fidels seguidors de Zant, ataca Kakariko Village i segresta en Colin. Link lluita contra King Bulblin i les seves tropes en la Great Brige of Eldin i derrota al líder en una èpica gesta salvant al seu amic. Així, Link s'enllestir per poder trobar el fragment de la Fused Shadow que havia posseït al líder dels Goron, en Darbus. Salvant-lo de la seva maledicció i recuperant el segon fragment de l'artefacte, retornen la pau absoluta a una altra província d'Hyrule. Però encara quedava l'última i la més important, la Lanayru Province. Netejada amb èxit de la influència del Twilight Realm i salvant el món de les urpes de Zant, van aconseguir també l'últim fragment de l'artefacte de la Fused Shadow internant-se en el Lakebed Temple i acabant amb el monstruós Morpheel. Un cop destruïts les Shadow Zones i recuperats tots els fragments de la Fused Shadow, el jove protagonista i Midna foren derrotats fàcilment pel mateix Zant i aquest els robà l'artefacte, deixant moribunda a Midna en el procés i transformant a Link de nou en llop.
Després de salvar-li la vida a Midna gràcies al sacrifici de Zelda i haver obtingut la Master Sword, l'arma definitiva destructora del mal en la Sacred Grove, i recuperant la seva forma humana de nou gràcies al poder sagrat de l'espasa, en Link i la Twili s'internaren al Arbiter's Ground Gerudo per internar-se en el Twilight Realm utilitzant el Mirror of Twilight (Mirall del Crepuscle) i derrotar en Zant. Link lluita contra Stallord i el guanya després de superar els perills del Arbiter's Ground. Però malgrat la seva victoria i haver arribat al cim del patíbul, Zant havia trencat el mirall i havia escampat tots els seus fragments per tota Hyrule. Allí al Mirror Chamber, a explicacions dels Sages la naturalesa malvada d'en Zant va ser revelada: darrere d'ell i els seus plans es trobava un malvat i poderós fetiller de les antiguitats anomenat Ganondorf. Així, en Link i Midna van haver de recórrer tot el món per trobar els fragments, endinsar-se al Crepuscle en la persecució d'en Zant i intentar derrotar el malvat Ganondorf.
Així Link i Midna s'endinsen a Swonpeak Province a la recerca del fragment del mirall. Era en mans d'una parella de Yetis qui Link establir amb ells una bona amistat. Link aconseguí derrotar a Yeta posseït pel poder malèfic del Twilight Mirror i aconseguix amb èxit el seu primer fragment. Ràpidament cerca el segon fragment, que dormia al Sacred Grove on aconseguí la Master Sword. Allí lluita amb Armoghoma i amb la mort del colós aràcnid es fa amb el segon fragment. Aconseguir l'últim fragment implicava viatjar al cel, a City in the Sky, habitatge dels Oocca i vèncer al mortífer drac Argorok. Complint en la seva missió i superant tots aquests perills amb coratge i destresa, el jove Link i Midna reuneixen tots els fragments i així, encoratjats per salvar el món, es preparen per al seu viatge al Twilight Realm. Abans de creuar el portal on només el poder del mirall pot unir els dos mons, els Sages revelen a Link la veritable legítima posició e identificació de Midna: Midna és la Twilight Princess la posició de la qual fou usurpada pel malvat Zant, així com aquest despietat tirà va decidir maleir-la amb un conjur transformant la seva figura i expulsa-la de la seva residència. Una vegada feta les revelacions i deixant-se guiar per la seva enfortida amistat, Link i Midna els tocava endinsant-se al Palace of Twilight, la fortalesa on Zant governava els seus dominis i tiranitzava a tota la gent del seu poble. En ser revelat el passat erràtic del psicòpata Usurper King, Link derrota la màgia d'en Zant gràcies al poder de la Master Sword i Midna va acabar definitivament amb ell posant punt final a la seva tirania i recuperant la màgia dels seus ancestres, la Fused Shadow. Però el malefici que retenia Midna transformada només es podia desfer derrotant el malvat i despietat Ganondorf, l'autor de les desgràcies de la trama i personat Déu de Zant.
El protagonista i la Twili s'internen al Hyrule Castle trencant la barrera que l'envoltava utilitzant la Fused Shadow. Tot seguit derrotant els últims seguidors del mal, i pugen a la sala del tron per salvar Zelda i lluitar en la batalla final contra Ganondorf. Arriben fins a aquest i desafiant-lo, Midna és derrotada per Ganon, destruint la Fused Shadow per sempre més. Link lluita la seva última batalla contra Ganondorf en un èpic duel d'espases i aconsegueix clavar-li l'Espasa Mestra al ventre, derrotant-lo en acte. Amb la derrota i posterior mort del Gerudo, Midna recupera el seu bell aspecte original del malefici de Zant s'acomiada d'en Link, i tornà al Twilight trencant el Mirror of Twilight, per tristesa d'en Link, perquè mai més es repetís l'amenaça del Twilight Realm i malvats corromputs pel poder com Ganondorf o Zant no iniciïn una nova guerra entre dos mons. Al cap de poc, la Master Sword és retornada al pedestal i els nens tornen a Ordon. No obstant això, Link no es queda doncs en una escena ell és vist allunyant del poble amb Epona i poc després es mostra l'interior del tron, la qual cosa significa que està reconstruït.

## Personatges principals

### Link

Link en Twilight Princess.

Link (リンク, Rinku), és el protagonista del joc. Ell un jove de disset anys que habità la Ordon Province, al sud de la pradera d'Hyrule. Educat per ser un bon pagès i tenir cura dels animals, la seva vida es veurà interrompuda per un dramàtic canvi. La trama de la història comença quan el jove protagonista fou elegit pel seu poble per assistir al Hyrule Castle per entregar un important obsequi a la Royal Family. Tanmateix, en iniciar la missió, Link no és conscient del fosc destí que caurà sobre el seu regne...
En el dia en què ha de partir, la seva aldea és atacada per uns monstres procedents del Farone Woods, més enllà de les fronteres d'Ordon. Aquestes genets segresten als nens de l'aldea. Link, en veure's compromès, els persegueix endinsant-se al bosc. Però en internar-se en aquest, nota que l'ambient del bosc canvià... I caigué repentinament desmaiat, després de transformant-se- en llop. Quan despertà en unes masmorres misterioses, se l'hi presentà Midna, una jove misteriosa que afirmà ser una ésser del Twilight Realm. Aquesta promet ajudar-lo si decideix seguir-la i obeir-la.
Així, units per coincidència i per petició de la Princesa d'Hyrule, Zelda, el jove Link i Midna, viatjaren al Twilight Realm, per restaurar-lo i tornar la seva essència als caiguts LIght Spirits, protectors del mal d'Hyrule i derrocar al malvat Zant, el malvat Twilight King. Tanmateix, per derrotar el malvat i tenir èxit en la seva recerca, van haver de recuperar els fragments d'un antic artefacte malèfic de les antiguitats, la Fused Shadow, custodiats per éssers malignes. Un cop destruït les Shadow Zones, i recuperat tots els fragments de la Fused Shadow, el jove protagonista i Midna foren derrotats pel mateix Zant, i aquest els robà l'artefacte, i deixa moribunda a Midna. Després de salvar-li la vida a Midna a mans de Zant, i obtenir la Master Sword al Sacred Grove, Link i aquesta s'internaren al Arbiter's Ground Gerudo, per internar-se en el Twilight Realm utilitzant el Twilight Mirror, i derrotà al tirà. Però Zant havia trencat el mirall, i havia espargit els seus fragments per tota Hyrule. Així, Link i Midna varen haver de recórrer tota Hyrule per trobar els fragments, endinsar-se al Twilight e intentar derrocar al malvat.
Després d'icontables lluites, el jove Link i la Twilight Princess, Midna, quina posició legítima fou usurpada pel malvat Zant, recuperaren els fragments del mirall, entraren al Twilight Realm, i s'endinsaren al Palace of Twilight, l'habitatge del malvat tirà. Finalment, Link derrotà la màgia de Zant, i Midna acabà definitivament amb aquest, acabant amb la seva tirania i recuperant la màgia dels seus ancestres, la Fused Shadow. Però el malefici que retenia Midna només es podia derrotant el malvat Ganondorf, l'autor de les desgràcies de la trama i mestre del tirà Twili. El protagonista i la Twili, s'internaren al Hyrule Castle, trencant la barrera que l'envoltava i derrotant les defenses de Ganon, per salvar Zelda de les seves garres. Finalment, varen arribar-hi on es trobarà aquest i el desafiaran. Midna fou derrotada per Ganondorf, mutilant la Fused Shadow, però aquest fou derrotat per Link, clavant-li la Master Sword al ventre. Amb la derrotà del Gerudo, Midna recuperà el seu aspecte original, es acomiadà de Link, i tornà al Twilight Realm, trencant el Mirror of Twilight.

### Zelda
La Princesa Zelda (ゼルダ姫 Zeruda-hime) era la regent jove d'Hyrule, fins a la invasió de Zant, aquí rendir-se per evitar les morts dels seus súbdits. Llavora'ns la tanquen en una torre del Castell d'Hyrule, veient impotent com el seu regne cau sota la influència del Twilight King; encara que aquesta no en converteix en ànim com els seus súbdits, perquè presumiblement conté el fragment de la Triforce de la Saviesa. És aquí quan aquesta pot comunicar-se amb Midna i Link, demanant-los que destrueixin els Dominis de les Ombres que Zant ha teixit sobre Hyrule. Més endavant, quan aquests són destruïts, la Princesa entrega la seva energia a Midna perquè aquesta no es morís, ja que havia sigut exposa a la llum de Lanayru pel King of Darkness. Molt més endavant, el seu cos és posseït per Ganondorf, i només poder tornar al seu cos quan Midna expulsà i purga al malvat. Zelda també ajuda en Link en la batalla final contra Ganon amb les Light Arrows concedides pels Light Spirits. L'última vegada que aparegué és en l'acomiadament de Midna.

### Ganondorf

Ganon en Twilight Princess.

Presentant-se com un Déu, Ganon enganya Zant; li donaria part del seu poder màgic, a canvi de què ell pogués alliberar-lo del Twilight Realm i conquerir el món d'Hyrule. En dit videojoc les ambicions d'en Ganon varien respecte a les anteriors entregues. Ja no està obsessionat a aconseguir novament la llegendària Relíquia Daurada, com havia estat sempre en la franquícia de The Legend of Zelda. En aquesta nova entrega, el màxim anhel del King of Evil és fusionar el món lluminós d'Hyrule amb el més enllà, l'anomenat Twilight, per crear un món caòtic i d'ombres on poder governar-hi com a Rei. Per aconseguir la seva nova ambició rep l'ajuda del seu deixeble, el fetiller Zant, que a canvi de poder màgic il·limitat serveix d'instrument dels seus designes. Així, Ganon posa en marxa els seus malvats propòsits de conquesta.
Ganon utilitzà al King of Darkness, per poder tornar a Hyrule, el conegut Light World, doncs en el passat havia estat empresonat en el Twilight Realm pels Savis del Mirror of Twilight. Així, el malvat tornà a Hyrule i va establir novament la seva maldat juntament amb el tirà Twili i habità el Hyrule Castle, on tindria Zelda empresonada fins que el jove Link la salvés. Després de la derrota d'en Zant a mans de la Twilight Princess, Midna, i del jove que l'acompanyava, Ganon va preveure que voldrien derrocar-lo, ja que ell era l'autor del malefici que tenia retinguda a Midna transformada. Una vegada aquests van arribar al seu castell per combatre'l, Ganondorf va derrotar la Twili, però al seu torn va ser vençut pel jove Link d'Ordon, portador de la Master Sword i de la marca de la Triforce del Valor. Ell afirma que el resultat no és decisiu i que les ombres i llum sempre estaran en guerra. Després de dites paraules, Ganon mor aparentment amb una visió de Zant.

### Midna

Midna en la seva forma maleïda.

Un cop restaurat el Mirror of Twilight trencat per Zant, Midna i Link aconsegueixen infiltrar-se al Palace of Twilight, derrotant el malvat tirà, i recuperant la Fused Shadow, que Midna utilitzà per matar a l'usurpador. Però el malefici que retenia transformada a Midna només es podia trencar derrotant a Ganondorf, l'autor de totes les desgràcies de la trama de l'argument. Midna, va utilitzar el poder de la Fused Shadow en la batalla final contra Ganon, però va ser derrotat per aquest i l'artefacte màgic va ser destruït. Durant uns instants Link, va creure que Ganondorf havia matar a Midna, però després de la derrota del Gerudo, es descobreix que no és així. Aquesta va poder recuperar el seu aspecte original, la veritable Twilight Queen. Finalment, Midna utilitzà el seu del Mirror of Twilight per tornar al seu món, però el decideix destruir-lo, per no causar problemes mai més. Se espera que aquest personatge participi en més jocs de Zelda (o que sigui la protagonista d'un joc propi), ja que el seu carisma i la seva forma de ser se suficient evidencia per a dir que és un personatge molt digne de conservar-se en la saga Zelda.

### Zant

Zant, el Twilight King.

Els màxims anhels d'en Ganondorf, eren unir el món del Twilight Realm i d'Hyrule, objectiu que el corrupte Usurper King va complir al peu del canó sense cap mena de contradicció, per crear un món on només ell seria Rei. Per aconseguir-ho, va haver d'arrabassar-los l'essència lluminosa als Light Spirits, els causants de la condemna dels Twili. Així, el King of Darkness, aconseguiria convertir a Hyrule en part dels Shadow Zones (Dominios de las Sombras, en la versió Pal), del Mirror of Twilight, on el seu Déu acabaria regnant amb ell. Així derrocar la Família Reial i usurpar la corona d'aquesta, expulsant Midna, del Twilight Realm. Després d'invadir Hyrule, perquè el seu déu pogués ressuscitar, Zant trenca el Twilight Mirror perquè no es pogués viatjar en el Twilight i per mantenir a ratlla a Midna i Link.
Transforma a la seva gent, els seus súbdits Twili en monstres al seu servei per envair Hyrule. Després, crear uns insectes que absorbirien l'essència lluminosa dels Light Spirits. Així, ningú podria derrotar-lo e impedir que el seu déu tornés a resucitar a Hyrule. Però no va comptar amb l'hereva de la corona del Twilight Realm que s'ha alia amb el Hero of Gods per derrocar-lo. Aquest personalment els derrota després que aquests aconseguissin els fragments de la Fused Shadow, i deixà moribunda a la Midna a part de maleir en Link. Després quan en Link i la Midna cercaren la Master Sword i Link recuperarà la seva forma original, es disposaren a recuperar els fragments del Twilight Mirror i entraren al Twilight Realm, Zant fou finalment derrotat en el Palace of Twilight, quan l'Heroi el derrotà en combat i Midna destruí el seu cos físic. Tanmateix, Zant no podia morir mentre el Ganondorf seguís amb vida, perquè aquest seguiría resucitant-lo sense final gràcies al seu poder màgic.

## Els Mons
Twilight Princess conté dos mons: el Light World (Hyrule) i el Twilight Realm. Només el primer està totalment disponible per la seva exploració, el segon sol està disponible una petita part, el Palace of Twilight en si. L'Hyrule Kingdom té set Dungeons (més la Cavern of Ordeals) i el Twilight Realm té un Dungeon més quatre zones per explorar d'Hyrule baix la llum del Twilight Realm. L'Hyrule de Twilight Princess és immens, el més gran creat en la saga des de previ avís. Un lloc totalment explorable, on les seves immenses planures, els seus boscos mítics i màgics i la seva ciutadella viva i plena de color fan d'Hyrule un paradís. Però això canviarà quan el malvat Zant intenti fer d'Hyrule un dels seus dominis d'ombres i de maldat, on només regnarà la tirania i el crim.
La foscor que ha submergit el Twilight Realm en maldat fan d'aquesta dimensió un món pler d'ombres on el caos i el desordre són qui manen, junt amb tirania del malvat Zant. El Palace of Twilight, residència reial del malvat Zant, és l'escenari únic des d'on es pot afrontar al malvat King of Darkness. Només allà es pot decidir el futur d'Hyrule i restaurà la pau del Light World. Però abans d'accedir a l'autèntic Twilight Realm, s'ha de netejar les tres zones d'Hyrule controlada pel Twilight.

### Hyrule (Light World)
El Kingdom of Hyrule de Hyrule, anomenats pels Twili com a Light World, on viuen Zelda i Link, és el primer món del joc. La trama del joc en aquest món comença aquí amb el viatge al Hyrule Castle de Link i acaba aquí amb la batalla final contra Ganondorf al castell i en l’Hyrule Field en la Great Brige of Eldin de Hyrule.
| Province          | Dungeon i llocs d'interès |
| ----------------- | --- |
| Ordon Province    | Ordon Village, Fountain of Ordona i Ordon Ranch. |
| Faron Province    | Forest Temple, Temple of Time, Sacred Grove, Pedestal Chamber, Faron Woods i Hyrule Field.                                                                                                  |
| Eldin Province    | Goron Mines, Kakariko Village, Kakariko Graveyard, Death Mountain, i Hidden Village i Hyrule Field.                                                                                         |
| Lanayru Province  | Hyrule Castle, Lakebed Temple, City in the Sky, Sewers and Underground canal of the Castle, Hyrule Castle Town, Lake Hylia, Zora’s Domain, Upper Zora's River, Fishing Hole i Hyrule Field. |
| Desert Gerudo     | Arbiter's Grounds, Mirror Chamber, Bulblin Fortress i Gerudo Desert. |
| Snowpeak Province | Snowpeak i Snowpeak Ruins |

### Twilight Realm
La terra dels desterrats pels Déus, d'on procedeixen en Zant i la Midna. Governada per en Zant, i per ander, Ganondorf, és el teatre d'operacions de Zant per a la conquesta d'Hyrule, estant connectat a Hyrule per un mirall. La trama del joc comença en aquest món des que Link i Midna accedeixen des del mirall del Circ fins que Zant els teleporta al Regne de Hyrule en el transcurs de la batalla contra ell al Palace of Twilight. Quan Zant va fusionar Hyrule amb el Twilight, tres províncies de quatre de Hyrule apareixen controlades en el joc pel Twilight Realm, Faron Province, Eldin Province i Lanayru Province.
| Zona           | Dugeon i llocs d'interès |
| -------------- | ------------------------ |
| Twilight Realm | Palace of Twilight       |

## Jugabilitat

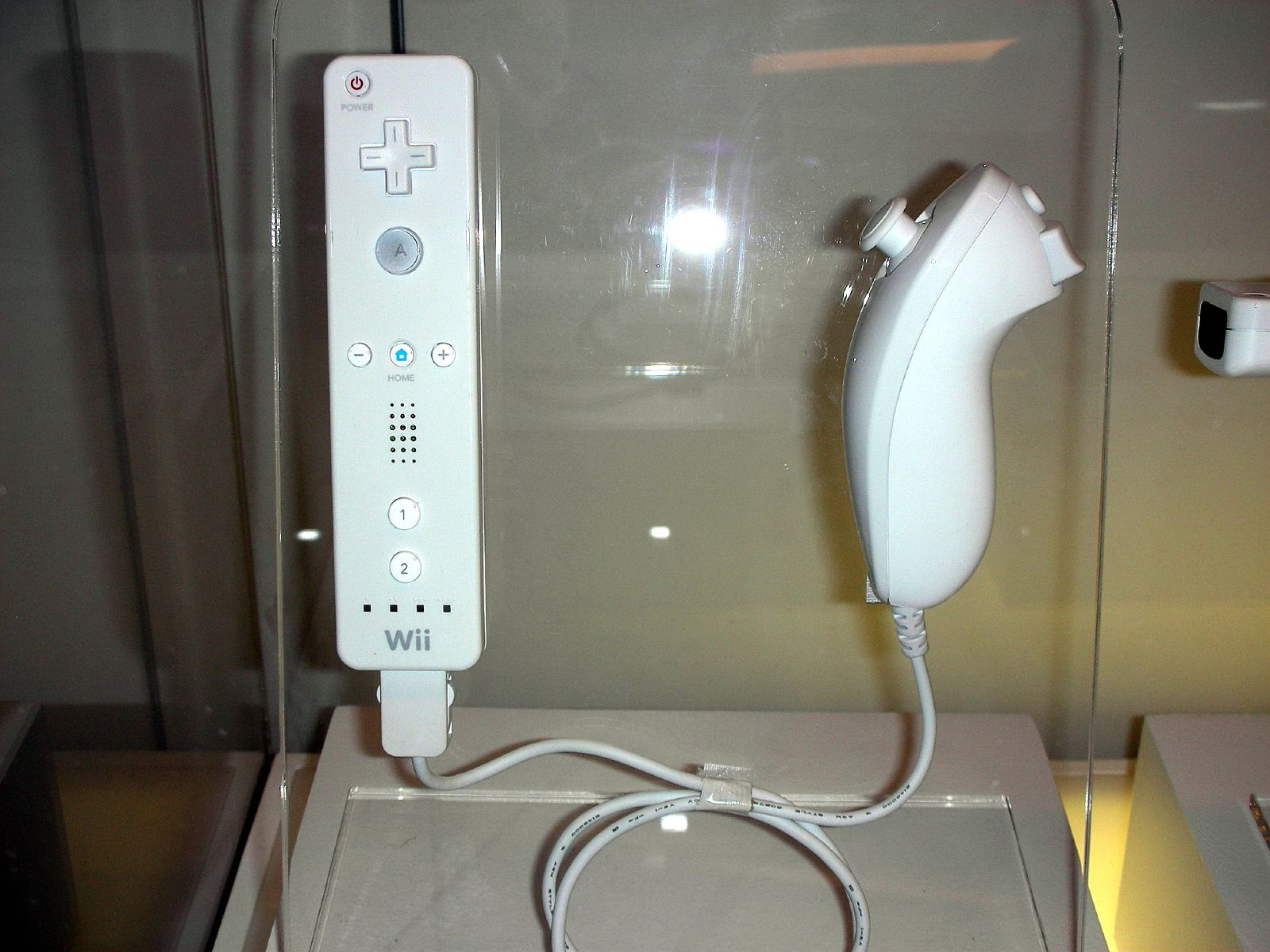
A la versió de Wii, el Wiimote i Nunchuk s'utilitzen per a una àmplia varietat d'activitats que van des de la pesca fins a la fixació dels projectils, la qual resulta precisa fent ús del comandament Wiimote.

El videojoc presenta un estil d'art estilitzat, naturalista (similar l'Ocarina of Time, però molt més avançat), més que l'aspecte ombrejat del cel que exhibia The Wind Waker, encara que aquest fa l'ús d'ombreig, com utilitza una versió molt modificada. En un altre altra punt de The Wind Waker, Link és una vegada més un home jove, per oposició a un nen, com en la part posterior d'Ocarina of Time. El joc també accepta un to més fosc, igualant a The Legend of Zelda: Majora's Mask. El nou heroi, a més, es convertirà en llop quan entri en zones fosques del Twilight Realm (Regne Crepuscular) que, de mica en mica estan apoderant-se de la terra d'Hyrule. Les transformacions a un llop de Link en entrar al Twilight Realm no és un lloc completament separat com al Dark World en The Legend of Zelda: A Link to the Past. Link es pot comunicar amb animals en forma de llop com si fossin gent. En el seu viatge, el jove heroi es trobarà amb un munt de personatges, alguns vells coneguts pels seguidors de la saga The Legend of Zelda i altres totalment nous, com la misteriosa Midna, la jove Ilia o el malvat i misteriós Zant.
A The Legend of Zelda: Twilight Princess, Link utilitzarà més moviments dels que pot fer fins ara. S'afegeixen també els moviments que correspondrà amb la seva forma de Link llop. Quan aquest estigui transformat en llop, els sentits (olfacte, oïda…) d'en Link milloraran constantment, així com la seva violència i altres qualitats. Podrà fer accions que, en la seva forma humana, no podria ni ocasionar. A més, estarà acompanyat de la sempre misteriosa Midna. Aquí, és on realment la doble funcionalitat del videojoc es demostra, penetrant diversos llocs com a humà per després ser explorades com a llop. Link comparteix moviments similars entre humà i llop. Per exemple, quan és un enemic en el camp, aquest té l'opció de rematar-los submergint la seva espasa al seu pit; en forma de llop, pot fer aquest moviment a Poes per arrencar les seves ànimes.
En comparació, la versió de la GameCube utilitza un esquema de control principalment idèntic a The Legend of Zelda: The Wind Waker, excepte que l'intèrpret pot proveir només dos elements, ja que el botó Z s'utilitza per cridar la Midna si l'intèrpret necessita ajuda. El control de càmeres lliure, controled que utilitza el Pal de centígrad, està disponible en la versió de GameCube només. No hi ha cap veu extensa que serveixi en el videojoc. Els personatges riuen, criden, i fan altres sons, mentre tenen en termes previs. En converses, en Link és silenciós, i les seves respostes s'impliquen a expressions facials per primera vegada a la saga de Zelda.
Retornant de l'Ocarina of Time i Majora's Mask, a Twilight Princess es tornarà a muntar a cavall. El nom d'omissió per a l'euga és Epona (el nom conjunt del cavall des dels dos susdits jocs) i s'utilitza com la forma principal de transport mentre Link és en forma humana, fins que els diversos punts d'estatja s'obrin al voltant d'Hyrule. A més de l'espasa i l'escut podrà comptar, com és tradició en la saga, amb altres objectes a la seva disposició, entre ells l'anomenat Gale Boomerang (Búmerang de les Tempestes), el Hookshot (Gantxo), el nou Dominion Rod (Ceptre del Domini), i la Ball i Chain (Bola amb Cadena) entre d'altres, i altres ítems importants dintre de Twilight Princess.
Hi ha quatre conjunts diferents de roba en el joc: Link comença amb la roba de granger (encara que aquesta vestimenta no es pot portar una vegada s'obté el següent vestit, amb l'excepció d'un esdeveniment); la Tunic of the Hero (Túnica de l'Heroi) verda (que reemplaça el seu equip de granja); l'Zora Armor (Armadura Zora), amb màscara de salt que li permet respirar i nedar lliurement sota l'aigua, però augmenta el dany agafat de perills de foc i gel; i l'Màgic Armor (Armadura Màgica), que fa de'en Link temporalment invencible al cost de rúpies.
Durant els beneficis d'en Link, aquest aprendrà un cert nombre de tècniques d'espasa (Hidden Skills) en diversos punts diferents d'Hyrule. Aquestes tècniques són apreses perquè Link troba les Pedres udolants en àrees diferents d'Hyrule en forma de llop i udolant una cançó (diferent per a cada pedra). Apareix un llop daurat i diu a Link que el trobi i cerqui en certs llocs marcat al mapa de joc. Link ha d'anar al punt marcat per cercar al llop daurat. Aquest el teletransportarà en un lloc àpside, i es transformarà en esperit ensenyant-li diferents tècniques.
En forma de llops, Link automàticament té una habilitat per "sentit". Utilitzant l'habilitat de sentit, ell pot perseguir certs caràcters seguint les seves fragàncies amb els seus sentits realçats. Com a llop, és també capaç de trobar i cavar forats per trobar passatges nous i descobrir elements enterrats com cors, Rúpies, i Hearth Peces fins i tot sencers. L'habilitat de sentit és també l'única pista de camí per buscar Poes - ni els pot veure a ells (amb l'excepció de les seves llanternes) ni atacar-los sense l'habilitat. A més a més, Link també pot parlar amb animals.

### Desenvolupament
El joc fou presentat per sorpresa durant l'Electronic Entertainment Expo de maig del 2004 i volia posar-se a la venda el novembre del 2005, però degut a un retard de darrera hora per poder retocar-lo i millorar-ne la qualitat, la data de llançament estava prevista per a després de la finalització de l'any fiscal del 31 de març del 2006. Finalment el joc va eixir a la venda l'11 de desembre del 2006 a tot el món amb la versió de GameCube, la versió de Wii va eixir juntament amb la consola, als Estats Units d'Amèrica el 19 de novembre i al Japó el 2 de desembre.
Eiji Aonuma i Shigeru Miyamoto, els responsables del joc, han declarat obertament en la conferència posterior al E3 2005 que cronològicament, Twilight Princess anirà situat entre el temps comprès entre The Legend of Zelda: Ocarina of Time i The Legend of Zelda: The Wind Waker, respectivament. També s'ha confirmat que serà molt més llarg que Ocarina of Time, en total tindrà unes 9 masmorres, i que aquestes estaran basades en animals, i no en elements com era habitual en la franquícia. Per exemple, l'animal en què es basa el Temple del Bosc (Forest Temple en anglés), la primera masmorra, serà el mico. S'ha confirmat també que per recórrer tota la Plana d'Hyrule es trigarà 50 min, i que la durada del joc se situarà de 70 a 100 h.
El joc té dues versions que eixiren en venda amb unes setmanes de diferència: una per GameCube per acontentar els fans de la saga que desitjaven veure el joc en aquesta plataforma, i una altra per Wii, en la qual s'inclou un control adaptat al revolucionari comandament de la consola, algunes millores gràfiques i la possibilitat de gaudir de l'acció en pantalla panoràmica.
Segons declaracions de Shigeru Miyamoto, l'objectiu és superar, sigui com sigui, en tots els aspectes al que fins ara es considerava el millor videojoc de la història: The Legend of Zelda: Ocarina of Time, han volgut convertir-lo en el joc perfecte, per la qual cosa va invertir-se aproximadament el 60% de l'equip de Nintendo en el projecte. "Es tracta del joc més bell de la saga Zelda, i del joc més bell que mai ha creat Nintendo", així fou presentat per Reggie Fils-Aime, president de Nintendo Amèrica, a l'E³ de maig del 2006.

### Música
La música una vegada més té un paper important en Twilight Princess com sempre ha estat en els jocs de Zelda. El favorit de sèrie, Koji Kondo componia gran part del resultat per a aquest joc, juntament recolzat per en Toru Minegishi i Asuka Ota, proporcionant la seva ajuda per la música del videojoc. Les capacitats maquinàries de GameCube i Wii han permès als desenvolupadors utilitzar tècniques de música en els anteriors videojocs. Normalment en Zelda, part de la banda sonora no es orquestra per oposició a utilitzar MIDI. El fet que Nintendo hagi decidit a no utilitzar la música acústica enregistrada per a la majoria de la banda sonora, tanmateix, ha estat un punt de crítica. Koji Kondo originalment manifestava que li agradaria realment que la música sigui tocada per intèrprets vius amb instruments acústics.
Per a aquest joc, els compositors decideixen a utilitzar l'estil conegut del compositor de Final Fantasy, Nobuo Uematsu, de crear un tema principal (i.e. el tema d'overworld), llavors utilitzant-lo contínuament per tot el joc de diferents maneres de "Tema i Variacions". En efecte, els extractes del tema principal de Twilight Princess es poden sentir en unes quantes parts durant el joc com al Tobacconist's Shop of Fishing, el Gerudo Desert, i durant batalles de boss (quan el boss s'impossibilita i és vulnerable). El tema també es pot sentir durant els crèdits finals del joc.

## Recepció

### Vendes
La versió Wii de Twilight Princess es venia sobre 1 milió de còpies en America, 139,011 durant els seus primers dos dies en Japó, i 240,000 durant el seu primer cap de setmana a l'altre costat d'Europa. Durant la seva primera setmana el joc estava sent venut al costat de tres de cada quatre Wii i un milió d'aquestes unitats Wii es venien a Amèrica del Nord.[57] En el seu primer mes de disponibilitat, la versió de GameCube venia 532,900 unitats i superava en vendes la versió Wii per a un curt temps. Després de tres mesos de disponibilitat, la versió de GameCube es venia per sobre d'un milió d'unitats a escala mundial i després de només quatre mesos de disponibilitat la versió de GameCube es venia per sobre d'un milió d'unitats a Amèrica del Nord. El joc ha venut 3.61 milions de còpies en el Wii de manera sola per a un combinat total de gairebé 5 milions unitats, fent-lo el 3r millor joc de venda en la història de dret de vot.

### Crítica
| Publicació                       | Puntuació  | Detalls      |
| -------------------------------- | ---------- | ------------ |
| Famitsu                          | 38 de 40   | Joc de l'any |
| IGN Entertainment                | 9.5 de 10  | Joc de l'any |
| Nintendo Power                   | 9.5 de 10  |              |
| Nintendo Acción                  | Excel·lent | Joc de l'any |
| X-Play                           | 5 de 5     |              |
| Official Nintendo Magazine       | 97%        |              |
| Compilació de diverses critiques |            |              |
| Game Rankings                    | 100 de 100 | 100 de 100   |

La Twilight Princess ha rebut diverses crítiques de distintes revistes especialitzades, universalment positives que se centren en la seva direcció d'art i jugabilitat. IGN el proclamava el "millor joc de Zelda de tots els temps" el segon millor joc de llançament de tots els temps, darrere de Super Mario 64, així com "un dels jocs millors jocs realitzats del món". GameSpot anomenat Twilight Princess el millor joc de GameCube del 2006 així com el millor joc de Wii. Era també un dels deu candidats a premi a "el Joc de GameSpot de l'Any".
Alguns aspectes del disseny del joc han estat criticats per un nombre de petits de reespectadors, com el director de Okami que parla de la seva decepció en el sentit visual del joc. Revisant la versió Wii, el reespectador de GameSpot criticava la sensació de controls Wii "clavats damunt" i gràfics fora datats, una conseqüència del joc que estava dissenyat principalment per a la plataforma de GameCube més vella. A Ordenacions de Jocun lloc web que compila revistes de joc i els resultats dels reespectadors de mitjanes, la versió Wii de Twilight Princess ha aconseguit una mitjana d'un 94,6%. La versió de GameCube té una mitjana d'un 96%, fet que el converteix en el joc valorat més ben valorat de 2006.